# ملاتونین
ملاتونین (به انگلیسی: Melatonin) یک فراورده طبیعی است که در گیاهان و جانوران یافت می‌شود. این ماده در جانوران، به‌عنوان هورمونی شناخته می‌شود که توسط غده پینه‌آل در مغز در شب ترشح می‌شود و با کنترل چرخه خواب و بیداری مرتبط است.
هم چنان این قرص در صنعت مواد هم کاربرد دارد
مقدار بسیار کمی از ملاتونین در غذاهایی مانند گوشت‌ها، حبوبات، میوه‌ها و سبزی‌ها وجود دارد. ملاتونین همچنین به‌صورت مکمل غذایی (مکمل ملاتونین) در بازار وجود دارد، هرچند ارزش تغذیه‌ای شناخته‌شده‌ای ندارد.
تحقیقات نشان داده ترشح این هورمون در تاریکی افزایش وبا قرار گرفتن در معرض نور کاهش می‌یابد. به همین دلیل است که محل خواب باید تاریک باشد.
مقدار ترشح این هورمون در شب به حداکثر و در نزدیکی ظهر به حداقل می‌رسد. ترشح ملاتونین، در روزهای کوتاه فصل زمستان ممکن است زودتر، یا در اغلب موارد دیرتر شروع شود. این تغییر در روند ترشح ملاتونین ممکن است در ایجاد علائم اختلال عاطفی فصلی (افسردگی زمستانی) نقش داشته باشد. میزان طبیعی ملاتونین با افزایش سن به تدریج کاهش پیدا می‌کند. در برخی از سالمندان ممکن است تولید ملاتونین به حد ناچیزی برسد، یا به‌طور کامل قطع شود.
در مهره‌داران، ملاتونین در هماهنگ‌سازی ریتم‌های شبانه‌روزی، از جمله زمان خواب و بیداری و تنظیم فشار خون و در کنترل ریتم‌های فصلی از جمله تولید مثل، چاق شدن، پوست‌اندازی و خواب زمستانی نقش دارد. بسیاری از اثرات آن از طریق فعال شدن گیرنده‌های ملاتونین است در حالی‌که برخی دیگر به‌دلیل نقش آن به‌عنوان یک آنتی‌اکسیدان است. در گیاهان نیز برای دفاع در برابر استرس اکسیداتیو عمل می‌کند. ملاتونین در سال ۱۹۵۸ کشف شد.

## ملاتونین به عنوان دارو
مکمل‌های غذایی ملاتونین گاهی برای درمان مشکل پرواززدگی یا بی‌خوابی به‌کار می‌روند. اگر زمانی که دارو خورده می‌شود صحیح نباشد، در عوض می‌تواند سازگاری و تنظیم خواب را به تأخیر بیندازد. دانشمندان همچنین در حال تحقیق دربارهٔ سایر اثرات احتمالی مؤثر ملاتونین هستند از جمله:
- درمان اختلال عاطفی فصلی
- کمک به تنظیم خواب افرادی که در شیفت‌های عصر یا شب کار می‌کنند. به‌نظر می‌رسد که ملاتونین در برابر مشکلات خواب افرادی که در شیفت‌کاری می‌کنند، استفادهٔ محدود داشته باشد.[۱۰] شواهد آزمایشی حاکی از آن است که ملاتونین باعث افزایش مدت زمانی می‌شود که افراد قادر به خوابیدن هستند.[۱۰]
- پیشگیری یا کاهش مشکلات خواب یا گیجی پس از جراحی.
- کاهش سردردهای مزمن خوشه‌ای.
- شواهدی مقدماتی وجود دارد که مصرف ملاتونین به‌عنوان مکمل غذایی، ممکن است گسترش سرطان را در بدن متوقف کند یا به تأخیر بیندازد، دستگاه ایمنی را تقویت کند و فرایند پیری را کُند کند.

اثبات تأثیر ملاتونین در این موارد نیاز به تحقیقات بیشتری دارد.
- ملاتونین همچنین از لحاظ درمان مشکلات خواب در افراد نابینا مورد بررسی قرار گرفته است. افراد نابینا که ادراکی از نور ندارند، ممکن است دچار مشکلات خواب شوند؛ مثلاً در طول روز بخوابند و شب‌ها بیدار بمانند.
- در اتحادیهٔ اروپا برای درمان بی‌خوابی در کودکان و نوجوانان ۲ تا ۱۸ ساله مبتلا به اختلال طیف اوتیسم و / یا سندرم اسمیت-مگنیس، هنگامی‌که که اقدامات بهداشت خواب کافی نبوده است استفاده می‌شود[۱۱] و برای تک درمانی برای درمان کوتاه مدت بی‌خوابی اولیه که با کیفیت پایین خواب در افرادی که ۵۵ سال و بالاتر دارند مشخص می‌شود.[۱۲]
- ملاتونین ممکن است در سندرم تأخیر فاز خواب مفید باشد.[۱۳] به‌نظر می‌رسد ملاتونین به اندازه راملتئون اثربخشی دارد اما هزینهٔ کمتری دارد.[۱۴]
- ملاتونین یک جایگزین ایمن‌تر از کلونازپام در درمان اختلال رفتاری حرکت سریع چشم در خواب - بیماری در ارتباط با سینوکلینوپاتی مانند بیماری پارکینسون و زوال عقل با اجسام لوئی است است.[۱۵][۱۶][۱۷] در اروپا از آن برای درمان کوتاه‌مدت بی‌خوابی در افرادی که ۵۵ سال یا بالاتر دارند استفاده می‌شود.[۱۸] به نظر می‌رسد که یک عامل درمانی خط اول در این گروه باشد.[۱۴]
- ملاتونین زمان تا شروع خواب را کاهش می‌دهد و باعث افزایش مدت زمان خواب در کودکان مبتلا به اختلالات عصبی تکوینی می‌شود.[۱۹]
- نتایج یک تحقیق جدید نشان می‌دهد که کاهش ترشح ملاتونین، ریسک ابتلا به بیماری دیابت در زنان را بیش از دو برابر افزایش می‌دهد.[۲۰]
- بر اثر افزایش سن، یکی از بیماری‌های رایجی که افراد دچار آن می‌شوند، تخریب شبکیه چشم است. در صورتی که نسبت به درمان این اختلال فکری نشود، ممکن است باعث کور شدن افراد شود. یک بررسی تجربی روی گروهی از افراد مسن نشان داده است که با مصرف قرص ملاتونین ۳ میلی‌گرم در بازه زمانی بین ۶ تا ۲۴ ماه، روند تخریب شبکیهٔ چشم آن‌ها متوقف شده است. ملاتونین حاوی آنتی‌اکسیدان‌ها و رنگ‌دانه‌های قدرتمندی است که باعث تقویت شبکه چشم می‌شوند.[۲۱]

### هشدارها
استفاده از مکمل ملاتونین برای افراد زیر مناسب نیست:
1. زنان باردار و شیرده: بسیاری از خانم‌های باردار در طول دوره بارداری به تشخیص پزشک خود از داروهای خاصی استفاده می‌کنند. اغلب داروهای بارداری، باعث می‌شوند که تأثیر ملاتونین بیش از حد مجاز در بدن شود. این مسئله باعث می‌شود که به نوعی سیستم عصبی مرکزی بدن آن‌ها آسیب ببیند. به همین دلیل توصیه می‌شود که در طول دوره بارداری به هیچ وجه از این قرص‌ها استفاده نشود.
2. افراد دچار افسردگی
3. فشار خون بالا
4. نارسایی کلیه
5. تشنج و صرع
6. افراد زیر ۲۰ سال

همچنین استفاده دراز مدت از این مکمل در افرادی که سابقه تومور و سرطان پستان دارند و بیماران مبتلا به سندرم روده تحریک‌پذیر(IBS) توصیه نمی‌شود. بهتر است این مکمل، یک ساعت پیش از خواب استفاده شود و همچنین با کاهش نور محیط، اثرگذاری آن افزایش می‌یابد.

### اثرات جانبی

#### اثرات جانبی برگشت‌پذیر
استفاده از مقدار کم ملاتونین در دورهٔ زمانی ۳ ماهه اثبات شده که اثرات جانبی بسیار کمی دارد. اگرچه عوارض زیر ممکن است در استفادهٔ طولانی‌مدت رخ دهند:
- خواب‌آلودگی مهم‌ترین عارضه جانبی آن است که بعد از قطع مصرف دارو به احتمال زیاد برطرف می‌شود.
- زود انزالی و کاهش مدت زمان رابطه جنسی[نیازمند منبع]
- پایین آوردن درجه حرارت بدن (هیپوترمی).[نیازمند منبع]
- سردرد
- ضعف صبحگاهی
- رؤیای شفاف

#### اثرات جانبی برگشت‌ناپذیر
- مصرف با دوز بالا و چند ماههٔ دارو به تغییر رنگ پوست به تیرگی و رنگ چشم به روشنی می‌انجامد.[۲۳][یادکرد نامرتبط]

### میزان مصرف
دوز مناسب ملاتونین از فردی به فرد دیگر، تفاوت زیادی می‌کند. دوز توصیه شده معمولاً ۰/۵ میلی‌گرم است. ملاتونین در بزرگسالان با دوزهای متفاوت از ۰/۲ تا ۲۰ میلی‌گرم، بسته به نوع استفاده از آن مصرف می‌شود. اگر مشکل به خواب رفتن یا در خواب ماندن دارید، می‌توانید در مورد دوز مناسب با پزشک مشورت کنید. استفاده فقط برای یک دورهٔ ۲۰ یا ۳۰ و حداکثر ۴۰ شب کافی است.

## افزایش طبیعی هورمون ملاتونین
مغز انسان به طور طبیعی هورمون ملاتونین را تولید می‌کند، اما مقدار آن ممکن است تحت تأثیر عوامل مختلفی قرار گیرد، از جمله:
- سن
- جنسیت
- ژنتیک
- عوامل سبک زندگی

برای افزایش طبیعی سطح ملاتونین، می‌توان اقدامات زیر را انجام داد:

###### دریافت نور خورشید
بدن در معرض نور خورشید، انتقال‌دهنده عصبی سروتونین را تولید می‌کند. سروتونین یکی از عناصر کلیدی در تولید ملاتونین است. دریافت کافی نور خورشید در طول روز می‌تواند به افزایش تولید ملاتونین در شب کمک کند.

###### مصرف غذاهای غنی از تریپتوفان
تریپتوفان یک اسید آمینه ضروری است که در تولید سروتونین نقش دارد. سروتونین نیز با کمک آنزیم‌های خاصی به ملاتونین تبدیل می‌شود. برخی از منابع غذایی حاوی تریپتوفان عبارتند از:
- مرغ
- بوقلمون
- موز
- بادام زمینی

###### حمام آب گرم
گرفتن یک حمام گرم می‌تواند به افزایش سطح ملاتونین کمک کند. این کار باعث کاهش سطح هورمون استرس کورتیزول می‌شود و در نتیجه، تولید ملاتونین را بهبود می‌بخشد.

###### محدود کردن نور مصنوعی
قرار گرفتن در معرض نور طبیعی در طول روز برای تولید ملاتونین ضروری است. اما نور مصنوعی، به‌ویژه نور آبی ساطع‌شده از دستگاه‌های الکترونیکی مانند تلفن همراه، تلویزیون و لپ‌تاپ، می‌تواند تولید این هورمون را مختل کند.
بر اساس مطالعه‌ای در سال 2019، قرار گرفتن در معرض نور آبی به مدت 2 ساعت در شب می‌تواند تولید ملاتونین را سرکوب کند. بنابراین، کاهش استفاده از وسایل الکترونیکی در ساعات پایانی شب می‌تواند به بهبود کیفیت خواب و افزایش سطح ملاتونین کمک کند.

## ملاتونین در مواد غذایی
ملاتونین طبیعی در مواد غذایی از جمله آلبالو، موز، آلو، انگور، برنج، غلات، گیاهان دارویی، روغن زیتون، شراب و آبجو موجود است. مصرف شیر و آلبالو می‌تواند کیفیت خواب را بهبود بخشد. هنگامی که پرندگان خوراک گیاهی غنی از ملاتونین مانند برنج را مصرف کنند، ملاتونین به گیرنده‌های ملاتونین در مغز آن‌ها متصل می‌شود. هنگامی که انسان از غذاهای غنی از ملاتونین مانند موز، آناناس و پرتقال استفاده کند، سطح ملاتونین خون به میزان قابل توجهی افزایش می‌یابد.